# Красногвардейский переулок (Санкт-Петербург)
Красногварде́йский переулок — переулок в Приморском районе Санкт-Петербурга.
Переулок начинается за тройной подворотней между домами 2 и 4 по Кантемировской улице и проходит до набережной Чёрной речки. Жилых домов в переулке нет, он окружён заводскими территориями НПК «Красная Заря», завода прецизионного станкостроения, абразивного завода «Ильич» и т. д. К переулку примыкает также стадион «Луч».

## История переименований
Переулок существует с 1871 года. Ранее он назывался Головинским — по фамилии владельцев дачной местности Головиных.
В 1922 году переулку присвоено современное название — в ознаменование боевых заслуг Красной гвардии Выборгской стороны. Штаб вооружённых отрядов рабочих Выборгского района во время Октябрьской революции 1917 года помещался недалеко от этого переулка — в доме № 29 по Большому Сампсониевскому проспекту.
В 2020 году историк Кирилл Страхов инициировал вопрос о возвращении переулку исторического названия. 30 июня 2020 года инициативу поддержало бюро Топонимической комиссии Санкт-Петербурга.
17 августа 2020 года Правительство Санкт-Петербурга объявило на своём сайте голосование по вопросу: "Считаете ли вы целесообразным возвращение Красногвардейскому переулку исторического наименования «Головинский переулок»? За возвращение исторического наименования проголосовали 86 % участников опроса.

## Здания и достопримечательности
- Дом 8 — В 1878—1882 годах архитектор П. Ю. Сюзор выстроил для благотворительных нужд Николаевского православного братства два смежных здания в Головинском переулке, дома 6 и 8. В первом из них расположился Громовский дневной приют для бедных детей (назван по имени основателя и попечителя, купца Ильи Громова, ныне здание разрушено). Во втором доме помещалась мужская богадельня, детский приют и училище для детей. Заведения прекратили деятельность в 1918 году[4]. В начале XX века Н. Ф. Беккер присоединил к зданию боковое крыло[5].

- Дом 15 — особняк Экваля. Построен в 1901 году архитекторами Ф. И. Лидвалем и С. В. Беляевым на территории чугунолитейного и механического завода К. К. Экваля для владельца завода. Один из немногих сохранившихся деревянных особняков в стиле модерн. Ныне находится на территории завода прецизионного станкостроения[6].

На здании находятся мемориальные доски:
- «Здесь в 1936—1938 годах работал чекист-разведчик, Герой Советского Союза Виктор Александрович Лягин, руководитель подпольного центра в городе Николаеве в годы Великой Отечественной войны», установленная в 1972 году.
- «1941—1945. Никто не забыт. Ничто не забыто. Трудящимся завода, погибшим на фронтах и в осаждённом Ленинграде в годы Великой Отечественной войны. Установлена 9 мая 1973 года»

- Дом 19 — в конце 1890-х годов архитектор Ф. К. фон Пирвиц построил рядом с производственным корпусом особняк для владельца завода — изящное деревянное сооружение с шатровым крыльцом и пропильной резьбой.

Перед особняком в 1927 году был установлен памятник Ленину работы скульптора В. В. Козлова — копия памятника, установленного у Смольного.
В 1973 году на здании установлена мемориальная доска:
«В 1916—1924 гг. на заводе работал профессиональный революционер-ленинец Николай Васильевич Барышев (1880—1940), один из организаторов Красной гвардии Выборгской стороны, руководитель заводской партийной организации в период подготовки и проведения Октябрьского вооружённого восстания».
- Дом 23 — производственные корпуса завода Струка. Большой краснокирпичный корпус с массивной башней возвёл М. И. фон Вилькен для Первой российской фабрикой наждачных изделий Н. Н. Струка (на фасаде обозначены даты основания предприятия и строительства этого здания: «1878—1895»)[5].
- Дом 23, литера Д — деревянный особняк Николаса Струка, арх-р Ф. К. фон Пирвиц, 1899. Здание имеет статус выявленного объекта культурного наследия, находится в собственности у ОАО «Завод прецизионного станкостроения». По состоянию на 2013 год, оно пустовало и находилось в неудовлетворительном состоянии[10].  781721204400005

- Красногвардейский пер., 23. Корпус абразивного завода «Ильич»
- Статуя Ленина у абразивного завода «Ильич»
- Особняк Николая (Николаса) Струка, арх. фон Пирвиц
- Особняк Николая (Николаса) Струка, арх. фон Пирвиц

## Пересечения
- Кантемировская улица
- Набережная Чёрной речки